# پی‌یر اوژن منتریه
پی‌یر اوژن منتریه (انگلیسی: Pierre Eugène Ménétrier; ۷ دسامبر ۱۸۵۹ – ۲۲ اوت ۱۹۳۵) پزشک و آسیب‌شناس اهل فرانسه بود.
شهرت او بیشتر به‌خاطر توصیف نوعی اختلال نادر معده است که بعدها بیماری منتریه نام گرفت. او همچنین نوشته‌هایی دربارهٔ تاریخ پزشکی بیزانس و جهان یونانی رومی داشت و عضو انجمن جهانی تاریخ پزشکی بود.
وی همچنین برندهٔ جوایزی همچون لژیون دونور شده‌است.